# Formica nana
Formica nana é uma espécie de formiga do gênero Formica, pertencente à subfamília Formicinae.